# خط عرض 50° جنوب
خط عرض 50° جنوب هي إحدى دوائر العرض الجغرافية، وهي دوائر وهمية تحيط بالكرة الأرضية، وموازية لخط الاستواء، وتتميز هذه الدائرة بأن الأراضي الواقعة عليها تنتمي للمنطقة المعتدلة الباردة.

## حول العالم
خط عرض 50° جنوب يبدأ من خط الزوال الأولي ويتجه شرقا ويمر عبر:
| الإحداثيات                          | البلد أو الإقليم أو البحر | ملاحظات                                                          |
| ----------------------------------- | ------------------------- | ---------------------------------------------------------------- |
| 50°0′S 0°0′E / 50.000°S 0.000°E     | المحيط الأطلسي            |                                                                  |
| 50°0′S 20°0′E / 50.000°S 20.000°E   | المحيط الهندي             | Passing between the جزر كيرغولين, أراض فرنسية جنوبية وأنتارتيكية |
| 50°0′S 147°0′E / 50.000°S 147.000°E | المحيط الهادئ             | مرورا بجنوب the جزر المتناظرة, نيوزيلندا                         |
| 50°0′S 74°53′W / 50.000°S 74.883°W  | تشيلي                     | Patagonic Archipelago و mainland                                 |
| 50°0′S 73°26′W / 50.000°S 73.433°W  | الأرجنتين                 |                                                                  |
| 50°0′S 67°54′W / 50.000°S 67.900°W  | المحيط الأطلسي            |                                                                  |